# Berteroa
Berteroa is een geslacht van bloeiende planten uit de kruisbloemenfamilie (Brassicaceae).
Het geslacht is vernoemd naar plantenverzamelaar Carlo Giuseppe Luigi Bertero (1789-1831).
Het geslacht kent vijf soorten:
- Berteroa gintlii Rohlena
- Berteroa incana (L.) DC. Deze soort, het grijskruid, is de enige in Nederland en België in het wild voorkomende soort.
- Berteroa mutabilis (Vent.) DC.
- Berteroa obliqua (Sm.) DC.
- Berteroa orbiculata DC.